# Avant-pop
L'Avant-pop est un genre de musique populaire à la fois expérimentale et distincte des styles précédents, tout en restant accessible au grand public. L'expression, contraction d'avant-garde et de pop, implique une vision artistique novatrice et caractéristique.

## Définition
« Avant-pop » est un terme utilisé pour cataloguer de la musique qui mélange musique expérimentale ou d'avant-garde et des éléments stylistiques de la pop, et qui explore les structures et formes de la musique mainstream. Pour Tejumola Olaniyan, la musique avant-pop transgresse « les limites des styles établis, leurs sens et les normes sociales qu'ils soutiennent ou impliquent ». Pour le critique Sean Albiez, le terme s'applique aux artistes singuliers travaillant entre « la musique classique contemporaine et les nombreux genres populaires qui se sont développés dans la seconde moitié du XXe siècle ». Il souligne le lien entre l'avant-pop et l'expérimentation, et l'intégration postmoderniste de genres musicaux variés : pop, electronica, rock, musique classique ou jazz.
Paul Grimstad écrit dans The Brooklyn Rail que l'avant-pop reformule la structure des chansons, de façon que « 1. le charme de la mélodie ne soit pas perdu, mais 2. que cette accessibilité se confronte à des éléments plus étranges ».
L'expression a également été utilisée par le critique littéraire Larry McCaffery pour décrire « les talents littéraires les plus radicaux et subversifs de la nouvelle vague postmoderne ».

## Historique
Dans les années 1960, la pop musique gagne de l'importance culturelle et interroge son statut de divertissement commercial. Les musiciens commencent à s'inspirer de l'avant-garde d'après-guerre. En 1959, le producteur Joe Meek enregistre I Hear a New World (en), passé inaperçu à l'époque, « un moment fondateur dans l'histoire de la musique électronique et de l'avant-pop », sur lequel on entend « des vignettes pop rêveuses » avec des effets produits par des distorsions de bande sonore. Parmi les précurseurs de l'avant-pop, on peut citer la chanson Tomorrow Never Knows des Beatles (1966), qui intègre, dans le cadre d'une chanson de trois minutes, des techniques issues de la musique concrète, des compositions d'avant-garde, de la musique indienne et de manipulations électroacoustiques ; ou l'intégration par the Velvet Underground du minimalisme de La Monte Young, de bourdons, de poésie beat et de pop art,. Pour David McNamee (The Quietus), l'album de White Noise An Electric Storm (en) (1968) est un « chef-d'œuvre incontestable des débuts de l'avant-pop ».
À la fin des années 1960 en Allemagne, le krautrock est une scène expérimentale avant-pop inspirée par le free jazz, la musique classique allemande et le pop rock anglo-saxon, incarnée par des artistes comme Kraftwerk, Can ou Tangerine Dream.
Dans les années 1970, le rock progressif et le post-punk se mêlent à l'avant-pop, avec des artistes comme Pink Floyd, Genesis, Henry Cow, This Heat ou the Pop Group.
Parmi les pionniers de l'avant-pop, on peut également citer Kate Bush, Laurie Anderson ou Spookey Ruben (en).
Sur la scène contemporaine, on peut citer des artistes comme David Sylvian, Scott Walker ou Björk, dont les expérimentations vocales dépassent les standards de la pop commerciale.

## Liste d'artistes
- Tori Amos[10]
- Laurie Anderson[8]
- Animal Collective[11]
- Fiona Apple[12]
- Atlas Sound[13]
- Autechre[14]
- Beck[15]
- Björk[16],[3]
- David Bowie, entre 1977 et 1979[17],[2]
- Kate Bush[16],[12]
- Captain Beefheart[2]
- Coil[18]
- The Feelies[19]
- FKA Twigs[20]
- The Flaming Lips[21]
- Genesis[22]
- Here We Go Magic[13]
- The High Llamas[23]
- Holly Herndon[24]
- Grace Jones[25]
- Daniel Johnston[26]
- Fela Kuti[1]
- Mercury Rev[27]
- Joni Mitchell[2]
- My Bloody Valentine[28]
- Róisín Murphy[29]
- Frank Ocean[30]
- Of Montreal[31]
- Os Mutantes[32]
- Penguin Cafe Orchestra[33]
- Ariel Pink[34]
- The Pop Group[3]
- The Residents[35]
- Roxy Music, premiers enregistrements[36]
- Sophie[37]
- Stereolab[16],[38]
- The Sugarcubes[réf. souhaitée]
- Tune-Yards[39]
- The Velvet Underground[3]
- Scott Walker[40]
- Ween[41]
- Kanye West[42]
- Brian Wilson, entre 1965 et 1967[43]
- Charli XCX[44],[45]
- Allie X[46]
- Yes[22],[2]
- Frank Zappa[47],[2]